# Asdrúbal Fontes Bayardo
Asdrúbal Esteban Fontes Bayardo (Pan de Azúcar, Uruguay, 26 de diciembre de 1922-Montevideo, 9 de julio de 2006) fue un piloto uruguayo de automovilismo, que participó en un GP de Fórmula 1. Conocido popularmente como "Pocho Fontes", además del automovilismo compitió en competencias aéreas, siendo campeón del 1° Raid Aéreo Nacional en 1947.

## Carrera
A mediados de 1950 participó en Fórmula Libre de Argentina. Ganó la primera carrera celebrada en Montevideo en el circuito de El Pinar en octubre de 1956 con un Maserati 4CLT con motor Chevrolet V8, fue primero también en el famoso circuito de Interlagos, en 1957 con el mismo vehículo.
En 1950 viajó a Europa y participó en Fórmula 1.  Durante el Gran Premio de Francia de aquella temporada participó en la escudería italiana Centro Sud, que tenía chasis y motor Maserati. No tuvo un buen resultado ya que no obtuvo un buen tiempo de clasificación por lo que no pudo iniciar la carrera.
Fue concesionario de General Motors en Pan de Azúcar, San Carlos y Maldonado, y director de una sociedad que produjo camionetas Opel en Pan de Azúcar bajo el nombre "Marina". Desde 2011, como un homenaje póstumo, el circuito en donde se disputa el Gran Premio de Piriápolis recibe el nombre oficial de Circuito Asdrúbal Fontes Bayardo.

## Resultados

### Fórmula 1
| Año  | Escudería           | 1   | 2   | 3   | 4       | 5   | 6   | 7   | 8   | 9   | Pos. | Puntos |
| ---- | ------------------- | --- | --- | --- | ------- | --- | --- | --- | --- | --- | ---- | ------ |
| 1959 | Scuderia Centro Sud | MON | 500 | NED | FRA DNQ | GBR | GER | POR | ITA | USA | NC   | 0      |